# ニコル・オレーム

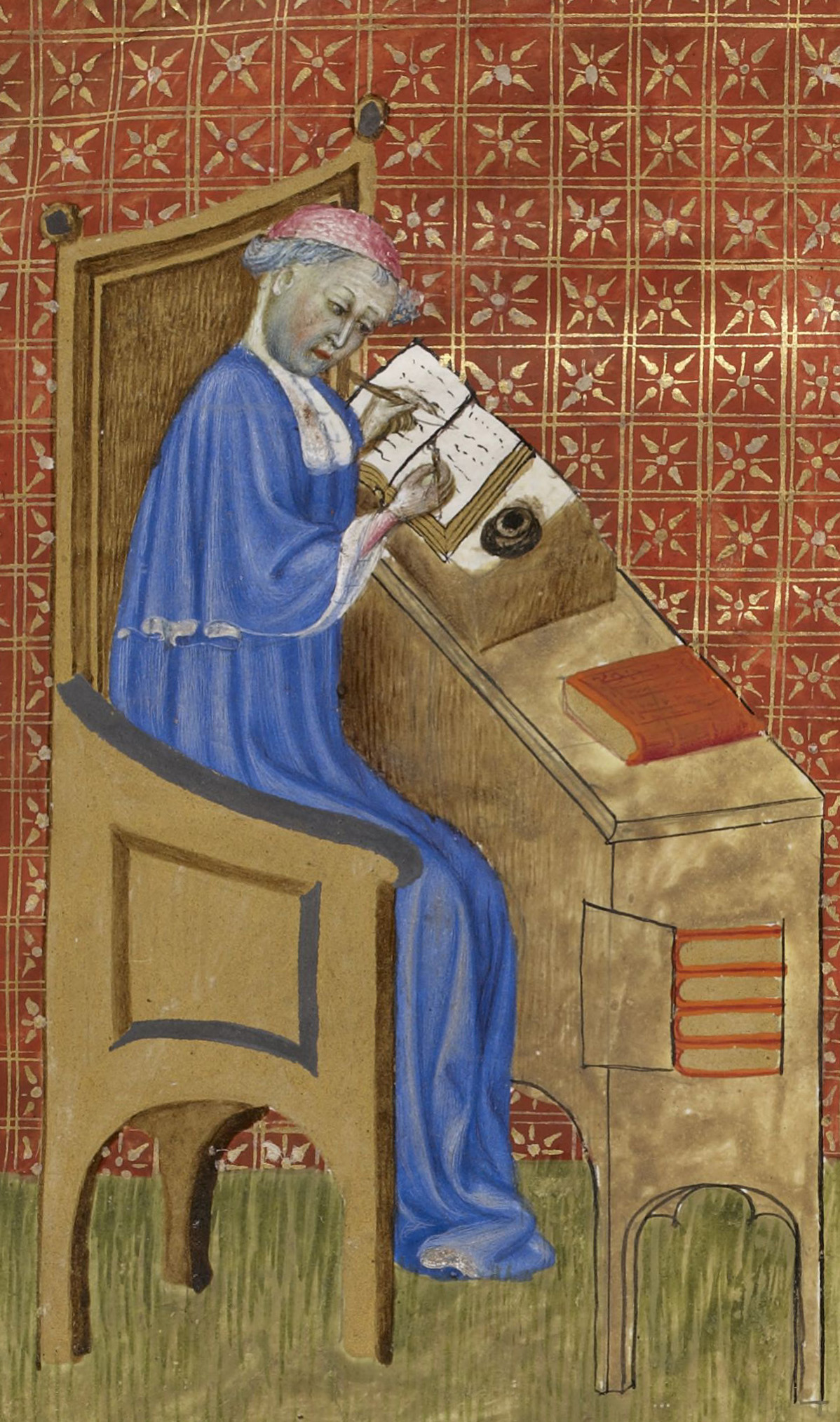
オレームを描いた細密画（フランス国立図書館）

ニコル・オレーム（Nicole Oresme または Nicolas d'Oresme、1323年頃 - 1382年7月11日）は、14世紀フランスの最も優れた哲学者のひとりであり、その活動範囲は広くあらゆる分野に及んだ。
貨幣に関する著書、数学、天文学に関する多くの著書がある。アリストテレスの著書をフランス語に訳したことでも知られる。天文学の分野では『天体・地体論』の中で、アリストテレスらの、地動説へのさまざまな反論に対して反証をあげて、地動説を否定することができないことを示した。それにもかかわらず地動説も天動説も明証的ではないので、自らは天動説を信じるという立場をとった。

## 人物・生涯
ノルマンディー地方のアルマーニュ（現フルーリィ＝スュル＝オルヌ）村に生まれた。パリ大学のナヴァール学寮で学んだ。スコラ学派のジャン・ビュリダンやザクセンのアルベルト（アルベルトゥス・デ・サクソニア）らと学んだ。パリで神学を学び、学識が高いという評判は、フランス王家の注目を得て、後のフランス王シャルル5世の知遇を得た。シャルル5世の側近として仕え、その貨幣改革に理論的裏付けを与えた。1361年にルーアンの司教代理となり、1377年にノルマンディーのリジューの司教になった。